# Золотое Дно
Золото́е Дно — посёлок в Дмитровском районе Орловской области. Входит в состав Плосковского сельского поселения.

## География
Расположен в 25 км к востоку от Дмитровска, у границы с Кромским районом. Высота населённого пункта над уровнем моря — 246 м. К югу от посёлка берёт начало ручей Яблоновец. К юго-западу от Золотого Дна находится урочище Яблоновская Дубрава.

## История
В 1926 году в посёлке было 11 дворов, проживало 53 человека (22 мужского пола и 31 женского). В то время Золотое Дно входило в состав Клёсовского сельсовета Лубянской волости Дмитровского уезда Орловской губернии. Позже передан в Плосковский сельсовет. С 1928 года в составе Дмитровского района. В 1937 году в посёлке было 12 дворов.
Во время Великой Отечественной войны, с октября 1941 года по август 1943 года, находился в зоне немецко-фашистской оккупации (территория Локотского самоуправления). С марта по август 1943 года в районе посёлка велись активные боевые действия. Останки солдат, погибших в боях за освобождение Золотого Дна, после войны были перезахоронены в братской могиле села Плоское.
По состоянию на 1950 год в посёлке действовал колхоз имени Сталина.

## Население
| 1979 | 2002 | 2010 |
| ---- | ---- | ---- |
| 25   | ↘4   | ↘0   |

| Годы      | 1926 | 1981 | 2002 | 2010 |
| --------- | ---- | ---- | ---- | ---- |
| Население | 53   | 20   | 4    | ↘0   |